# Erechthias molynta
Erechthias molynta là một loài bướm đêm thuộc họ Tineidae. Nó đã được miêu tả đầu tiên ở Seychelles, nhưng cũng được tìm thấy ở Chagos Archipelago.